# OFC Champions Cup 1987
Der OFC Champions Cup 1987, damals Qantas Pacific Challenge Cup oder Qantas Pacific League Winners’ Cup, war der Vorläufer des ozeanischen Meister-Wettbewerbs für Vereinsmannschaften im Fußball.
Einige Quellen sind jedoch uneinig, ob außer dem Finalspiel weitere Spiele erfolgten. Teilweise wird eine Qualifikationsrunde mit neun Vereinen aus neun Ländern angegeben. Deren Sieger dann gegen den Australischen Meister antrat
Andere Quellen geben an, dass nur ein Spiel gespielt wurde. Das legen auch Zeitungsartikel aus der Zeit nahe.
Das Spiel wurde, wie auch der eine Woche eher stattfindende Oceania Cup Winner’s Cup, von der Fluggesellschaft Qantas Airways gesponsort und zusammen als „two-game Qantas Pacific clash“ umworben.
Obwohl bei der Oceania Football Confederation 1999 als erste Edition der heutigen Champions League genannt wird, wird Adelaide City doch in der Siegerliste der Champions League aufgeführt.

## Qantas Pacific Challenge Cup
| Datum    |               | Ergebnis              |                             |
| -------- | ------------- | --------------------- | --------------------------- |
| 15. März | Adelaide City | 1:1 n. V. (4:1 i. E.) | University-Mount Wellington |